# 上西哲平
上西 哲平（うえにし てっぺい、1993年9月1日 - ）は、日本の男性声優。山梨県出身。81プロデュース所属。

## 略歴
声優になろうと思ったきっかけは、『機動戦士ガンダムSEED』のキラ・ヤマトに憧れて。演じてみたいキャラクターとして、ガンダムパイロットを挙げている。
2014年度の第8回81オーディション優秀賞受賞、小学館賞、NOTTV賞を同時受賞している。2017年4月1日付で81プロデュースジュニア所属となる。
『3D彼女 リアルガール』の筒井光役で初の主演を務める。

## 人物
特技・趣味は、ゲーム、歌、読書、極真空手初段。

## 出演
太字はメインキャラクター。

### テレビアニメ
2017年
- 縁結びの妖狐ちゃん
- トミカハイパーレスキュー ドライブヘッド 機動救急警察（所員）
- アイドルタイムプリパラ（愛・SAGASHI・輝）

2018年
- ポチっと発明 ピカちんキット（店員）
- ウマ娘 プリティーダービー（2018年 - 2023年、観客、男性アナウンサー、若者B、記者、みなみ 他） - 3シリーズ
- 3D彼女 リアルガール（2018年 - 2019年、筒井光） - 2シリーズ
- ヲタクに恋は難しい（居酒屋店員、男性キャスト、美容室スタッフ）
- キラッとプリ☆チャン（2018年 - 2019年、審判、記者、ラッパー、スイートハニースタッフ、ゆかりパパ 他）
- ぱすてるらいふ（モブ男①）
- 一人之下 全性篇（龍虎山の道士B）
- バキ（生徒）
- はたらく細胞（一般細胞3）
- 中間管理録トネガワ（就活生A）
- やがて君になる（生徒）

2019年
- キラキラハッピー★ ひらけ!ここたま（ブッチ）
- 賭ケグルイ××（生徒）
- 魔法少女特殊戦あすか（カタル）
- かぐや様は告らせたい〜天才たちの恋愛頭脳戦〜（野球部員B）
- 胡蝶綺 〜若き信長〜（六郎三郎、織田信友）
- トライナイツ（ラグビー部員）
- あんさんぶるスターズ!（男子生徒）
- ファンタシースターオンライン2 エピソード・オラクル（アークス）
- 星合の空（村井希）

2020年
- 地縛少年花子くん（2020年 - 2025年、輝のクラスメイト、佐藤蓬、イケメンB、生徒C） - 3シリーズ
- SHOW BY ROCK!! ましゅまいれっしゅ!!（カレー屋 店長）
- ＜Infinite Dendrogram＞-インフィニット・デンドログラム-（夢色吾郎、山賊、観衆、ビシュマル、マスター 他）
- 22/7（スタッフ、観客）
- ガル学。〜聖ガールズスクエア学院〜（イケメン先生）
- あひるの空（新城生徒、大栄部員）
- 魔王学院の不適合者 〜史上最強の魔王の始祖、転生して子孫たちの学校へ通う〜（2020年 - 2024年、受験生、白服男子、黒服男子、皇族、魔王兵 他） - 3シリーズ
- デュエル・マスターズ キング（2020年 - 2021年、コウキ）
- ツキウタ。 THE ANIMATION2（カメラマンB）

2021年
- アイドールズ!（悪質なキャッチセールス）
- ワンダーエッグ・プライオリティ（トレーナー）
- 灼熱カバディ（バスケ部員1）
- カノジョも彼女（生徒達）
- アイドリッシュセブン Third BEAT!（2021年 - 2022年、秘書） - 2シリーズ
- 不滅のあなたへ（従者）
- EDENS ZERO（子分）
- ワッチャプリマジ!
- メガトン級ムサシ（伊伏隊隊員、淡路武、黒服の男）
- ビルディバイド（2021年 - 2022年、デモ隊、生徒、学生、ファン、市民 他） - 2シリーズ
- カードファイト!! ヴァンガード overDress（神職）

2022年
- ありふれた職業で世界最強 2nd season（船員A）
- 薔薇王の葬列（従者D）
- 恋は世界征服のあとで（レイヤー）
- うたわれるもの 二人の白皇（民、シャッホロ兵）
- 妖怪ウォッチ♪（店員B）
- アオアシ（観客、藤宮姫央）
- ちみも（学生A）
- ブルーロック（松風黒王高校GK）
- デュエル・マスターズ WIN（2022年 - 2024年、最上川イッサ） - 2シリーズ
- VAZZROCK THE ANIMATION（悪童B）
- 弱虫ペダル LIMIT BREAK（2022年 - 2023年、観客、箱根学園部員）

2023年
- もういっぽん!
- 魔術士オーフェンはぐれ旅 シリーズ（客引き、ロッテーシャの道場 練習生、エドの道場 練習生、船上の男、訓練生 他） - 2シリーズ
- 私の百合はお仕事です!（男子生徒、男性客）
- この素晴らしい世界に爆焔を!（ライズ）
- 冒険大陸 アニアキングダム（パキケファロサウルス）
- るろうに剣心 -明治剣客浪漫譚- (2023)（賭場の若衆、海兵、門下生、島田一郎）
- ライアー・ライアー（常夜生徒3）
- 呪術廻戦 懐玉・玉折/渋谷事変（一般人）
- お嬢と番犬くん（男子生徒）
- デッドマウント・デスプレイ（火吹き蟲たち、火吹き蟲）
- 『ヒプノシスマイク-Division Rap Battle-』Rhyme Anima +（Crazy Cat Clown）
- アイドルマスター ミリオンライブ！（スタッフ）

2024年
- BEYBLADE X（エンジ）
- 戦国妖狐（岩人間）
- 夜のクラゲは泳げない（大衆の声）
- ブルーアーカイブ The Animation（PMC兵）
- 魔王軍最強の魔術師は人間だった（魔王の従者B）
- 菜なれ花なれ（タカシ）
- 多数欠（吾妻誠）
- 小市民シリーズ（2024年 - 2025年、瓜野高彦） - 2シリーズ
- 放課後少年花子くん（横尾）
- メカウデ（クエン、ナトラ）
- 星降る王国のニナ（フォーナム）
- 忍たま乱太郎（2024年 - 2025年、町人）

2025年
- ババンババンバンバンパイア（男子生徒）
- 青の祓魔師 終夜篇（イルヤ）
- ギルドの受付嬢ですが、残業は嫌なのでボスをソロ討伐しようと思います（男性職員）
- 宇宙人ムームー（書道部、首相）
- 前橋ウィッチーズ（生徒）
- ロックは淑女の嗜みでして（男性）
- プリンセッション・オーケストラ（店員）

### 劇場アニメ
- オメテオトル≠HERO（2020年、ユーキ） - 本来は池袋HUMAXシネマズでの上映予定だったが中止となり、公開はアニマックスでのテレビ放送のみ
- 海辺のエトランゼ（2020年、同級生）
- モンスターストライク THE MOVIE ルシファー 絶望の夜明け（2020年、管制官）
- 漁港の肉子ちゃん（2021年、漁港の人々）
- 好きでも嫌いなあまのじゃく（2024年、眞島）
- 風都探偵 仮面ライダースカルの肖像（2024年、アントライオン・ドーパント[27]）

### OVA
- ヲタクに恋は難しい（2019年、男子部員A） - 単行本第7巻OAD付き特装版

### Webアニメ
- トランスフォーマー ワイルドキング（2025年、ライトロング）

### ゲーム
2010年代
- 新約 アルカナスレイヤー（2016年、ルーカス、ジェラール）
- 地球防衛軍5（2017年）
- 東京ドラゴンシティ（2017年）
- ステップライド（2019年、加々見朱斗）
- デュエル・マスターズ プレイス（2019年、流星の精霊ミーア）

2020年代
- キャプテン翼 RISE OF NEW CHAMPIONS（2020年、プレイヤーキャラクター）
- ファイナルファンタジーVII リメイク インターグレード
- メガトン級ムサシ（2021年）
- eBASEBALLパワフルプロ野球2022（2022年、八桐優斗）
- 北斗の拳 LEGENDS ReVIVE（2023年、サウザー〈少年期〉）
- ストリートファイター6（2023年、市民）
- ドラゴンクエストX 未来への扉とまどろみの少女 オンライン（2024年、ハーリス）
- 18TRIP（2024年）

### ドラマCD
- 学園キノ（2020年、生徒会男子） - 『キノの旅 -the Beautiful World- the Animated Series』BD BOX特典CD[31]
- THE IDOLM@STER MILLION THE@TER WAVE 16 ≡君彩≡（2021年、スタッフ）

### BLCD
- 妊男〜男子校で妊娠した俺。（2018年、稲葉美雪[32]）
- 落花流水のホシ（2019年）

### デジタルコミック
- 番犬ハニー❤︎（2018年、赤坂速人[33]）
- となりの席の小林さん。（2019年、関口基[34]）
- 12歳。シリーズ（2019年、清水友也）
- 青のアイリス（2021年、高畑椿[35]）
- 小動物系令嬢は氷の王子に溺愛される（2023年、ケヴィン） -  コミックス購入特典ボイスコミック[36]

### オーディオブック
- ピンポンラバー 1・２（2019年 - 2022年、鹿島沙月[37]）
- 人生（2019年、朗読、赤松勇樹）
- リベンジャーズ・ハイ（2020年、スマイリー[38]）
- とある飛空士への夜想曲 上・下（2021年、松田太一 ほか）
- 死に戻り、全てを救うために最強へと至る（2021年、朗読、エリック[39]）
- 現実でラブコメできないとだれが決めた？（2022年、朗読、長坂耕平[40]）
- ハナシマさん（2022年、桜井道隆、寺沢泰典 ほか[41]）
- とある飛空士への恋歌 3〜5（2022年、ノリアキ・カシワバラ、ゼノン・カヴァディス ほか[41][42][43]）
- ふあゆ（2022年、朗読、龍胆ツクシ、意識の住人[43]）

### 吹き替え
- 2分の1の魔法（2020年、ガクストンの息子[44]）
- マッドマックス:フュリオサ（2024年[45]）

### WEB番組
- プレバンラボZ〜俺たちプレバン㊙️情報発掘隊〜（2022年2月 - 2024年3月、Youtube「BANDAI SPIRITS / バンダイスピリッツ」チャンネル） - 発掘隊 副隊長

### 朗読劇
- オリジナル朗読劇「羊たちの標本／再演」（2020年10月10日、オンライン配信） - 海月 役[46]
- READPIA 朗読劇「モノクロの空に虹を架けよう」第二夜・第五夜（2021年5月11日・14日、オンライン配信） - 拓海 役[47]
- 彼女が好きなものはホモであって僕ではない（2021年9月3日、草月ホール） - 高岡亮平 役

### シリーズ一覧
1. ↑  第1期（2018年）、Season 2（2021年）、Season 3（2023年）
2. ↑  第1シーズン（2018年）、第2シーズン（2019年）
3. ↑  第1期（2020年）、第2期『2』第1クール（2025年）、第2期『2』第2クール（2025年）
4. ↑  第1期（2020年）、第2期『II』第1クール（2023年）、第2期『II』第2クール（2024年）
5. ↑  第1クール（2021年）、第2クール（2022年）
6. ↑  第1期『-#000000-』（2021年）、第2期『-#FFFFFF-』（2022年）
7. ↑  第1期（2022年 - 2023年）、第2期『決闘学園編』（2023年 - 2024年）
8. ↑  第3期『アーバンラマ編』（2023年）、第4期『聖域編』（2023年）
9. ↑  第1期（2024年）、第2期（2025年）